# Coeficiente de absorción
El coeficiente de absorción o de atenuación en acústica se define como el cociente entre la energía absorbida y la energía incidente por una superficie o sustancia. Normalmente, se expresa en Sabines dentro de una escala de 0 a 1.
Las propiedades absorbentes de sonido de un material se expresan en el coeficiente de absorción de sonido, α, (alfa) en función de la frecuencia. α oscila de 0 (reflexión total) a 1.00 (absorción total).   Se puede decir que:
- La absorción aumenta con la frecuencia.
- Para altas frecuencias  la absorción no depende del espesor del material.
- Para bajas frecuencias la absorción aumenta con el espesor.
- Las diferentes densidades de los materiales facilita la absorción en diferentes frecuencias.

Debido a que el coeficiente de absorción de un material varía en función de la frecuencia, se suele especificar a las frecuencias de 125, 250, 500, 1000, 2000 y 4000 Hz.
El efecto de borde o efecto de difracción, se produce por la difracción de onda en los bordes del material a medir, con lo que en este caso tendríamos que la absorción acústica pueda ser mayor que 1.
- Véase: Absorción (sonido)

Como este valor variará para cada frecuencia, no se puede hablar de un coeficiente único.
- Véase: Frecuencia

El coeficiente de absorción hay que tenerlo en cuenta a la hora de acondicionar acústicamente una sala con materiales que absorban el sonido, tanto en lo referente al interior, como a su aislamiento del exterior.
- Datos: Q902086